# ریموند هیچکاک
ریموند هیچکاک (انگلیسی: Raymond Hitchcock؛ ‏ ۲۲ اکتبر ۱۸۶۵ – ۲۴ نوامبر ۱۹۲۹) بازیگر تئاتر و سینما اهل ایالات متحده آمریکا در دهه ۱۹۲۰ و دوران سینمای صامت بود.
از فیلم‌هایی که وی در آن‌ها نقش داشته‌است، می‌توان به رسوایی دهکده و بیوه سرخ اشاره نمود.